# Decachaeta
Decachaeta é um género botânico pertencente à família Asteraceae.